# ДОТ № 401 (КиУР)

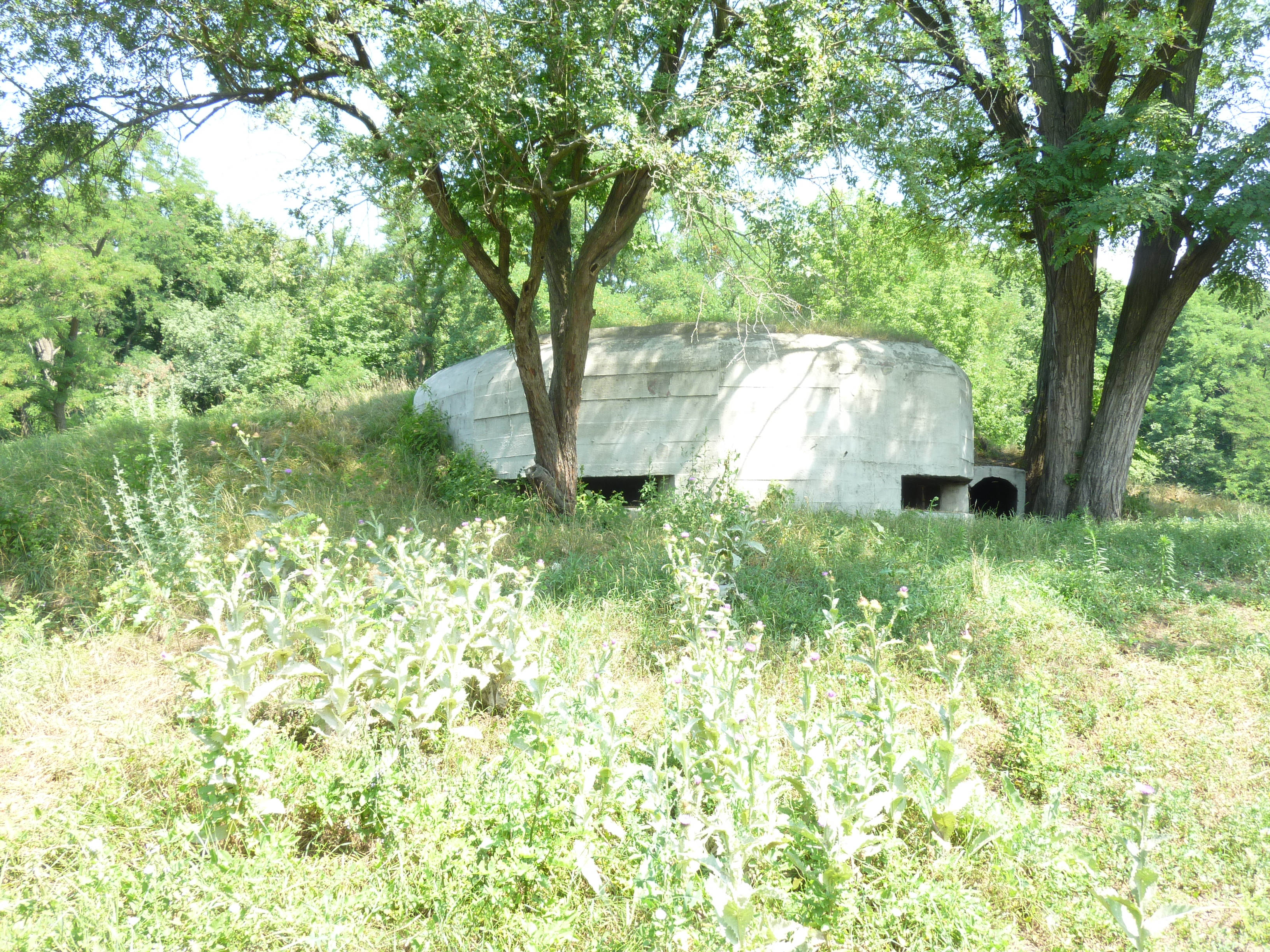
Вид на оголовок кулеметного напівкапоніру (із складу «мінної групи» № 401

50°25′28″ пн. ш. 30°14′12″ сх. д. / 50.42444° пн. ш. 30.23667° сх. д.
ДОТ № 401 — довготривала оборонна точка (ДОТ), що входила до складу першої лінії оборони Київського укріпленого району. ДОТ № 401 розташовано на північній околиці Білогородки. Пам'ятка історії, науки і техніки місцевого значення.

## Конструкція та служба
ДОТ № 401 — це так звана «мінна група» (або «міна» чи «укріплена група»), що складалася з двох 1-амбразурних казематів та одного 2-поверхового кулеметного напівкапоніру з двома амбразурами, які були об'єднані між собою підземними галереями-потернами, протяжність яких становить близько 485 метрів, на озброєнні стояли лише кулемети. Це унікальна фортифікаційна споруда, побудована за індивідуальним проєктом, але до кінця так і не була дообладнана для повного функціонування.

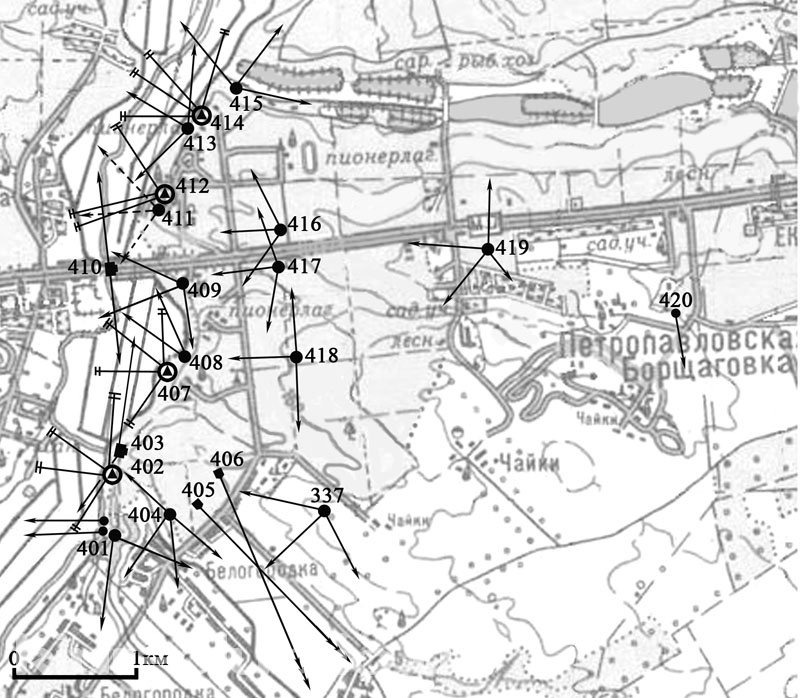
ДОТ № 401 у системі оборони 3-го БРО КиУР

Верхній оголовок ДОТу із двома амбразурами, збудований у 1929 році, контролював своїм вогнем напрямок на південь. Два окремих каземати на одну амбразуру, будувались пізніше у 1930 році разом із підземним комплексом, врізані в крутий схил та повинні були своїм сектором обстрілу накривати заплаву річки Ірпінь. У потернах знаходилися численні підсобні приміщення для укриття особового складу стрілецьких підрозділів і розташовувався склад, технічні приміщення для фільтро-вентиляційного обладнання та генератора. Також з боку тилу були передбачені два виходи з підземних гелерей, один основний з амбразурою обстрілу входу, та запасний. Верхній оголовок мав повзковий запасний лаз, вихід на гору для спостерігача та спеціальне протихімічне приміщення і тому належить до фортифікаційних споруд типу «Б» та клас стійкості «М1», тобто споруда могла витримати одне влучання 203-мм гаубиці. А от два 1-амбразурні каземати не мали протихімічного приміщення, і їх клас стійкості «М3», тобто вони могли витримати одне влучання 122-мм гаубиці кожний. Чисельність постійного гарнізону — 60 осіб, а змінного (тобто піхотного підрозділу для проведення контратак на поверхні біля самої оборонної споруди) — 50 осіб.
Організаційно ДОТ № 401 входив до складу 3-го батальйонного району оборони (БРО) КиУРа, що прикривав безпосередньо Берестейське шосе (Житомирське шосе). Гарнізон складався із військовослужбовців 193-го окремого кулеметного батальйону КиУР. З початком Німецько-радянської війни ДОТ № 401, що знаходився безпосередньо на передньому краї укріпрайону, споруджено розгалужені стрілецькі траншеї, дві ДЗОТ та дві артилерійські позиції для протитанкових та/або польових гармат. На цій ділянці фронту ворог не проводив активних наступальних дій у липні та серпні 1941-го року, тому ДОТ № 401 нічим не відзначився.
Під час другого штурму КиУР, що розпочався 16 вересня 1941 року, ДОТ № 401 не мав бойового контакту із супротивником. Вдень 18 вересня війська 37-ї армії Південно-Західного фронту розпочали за наказом відхід з КиУР та міста Київ. Гарнізони ДОТ КиУР належали до останніх, хто відходив на лівий берег Дніпра, серед них був і гарнізон ДОТ № 401. Під час відступу власний гарнізон не підірвав споруду. Але не виключено, що внутрішнє обладнання та кулемети були тоді виведені з ладу. Удень 19 вересня передові загони 71-ї піхотної дивізії німців зайняли територію 3-го БРО без бою, затримуючи лише дезертирів-червоноармійців та перебіжчиків. Під час зачистки, після 19 вересня 1941 року, німецькі сапери споруду також не знищили.

## Сьогодення
У 2006 році в потернах ДОТу № 401 проходило знімання фільму Штольня.
ДОТ має статус пам'ятки історії, науки і техніки місцевого значення (наказ Міністерства культури України від 03.02.2010 № 58/0/16-10 у редакції від 16.06.2011 № 453/0/16-11, охоронний номер 513/32-Ко).

## Галерея

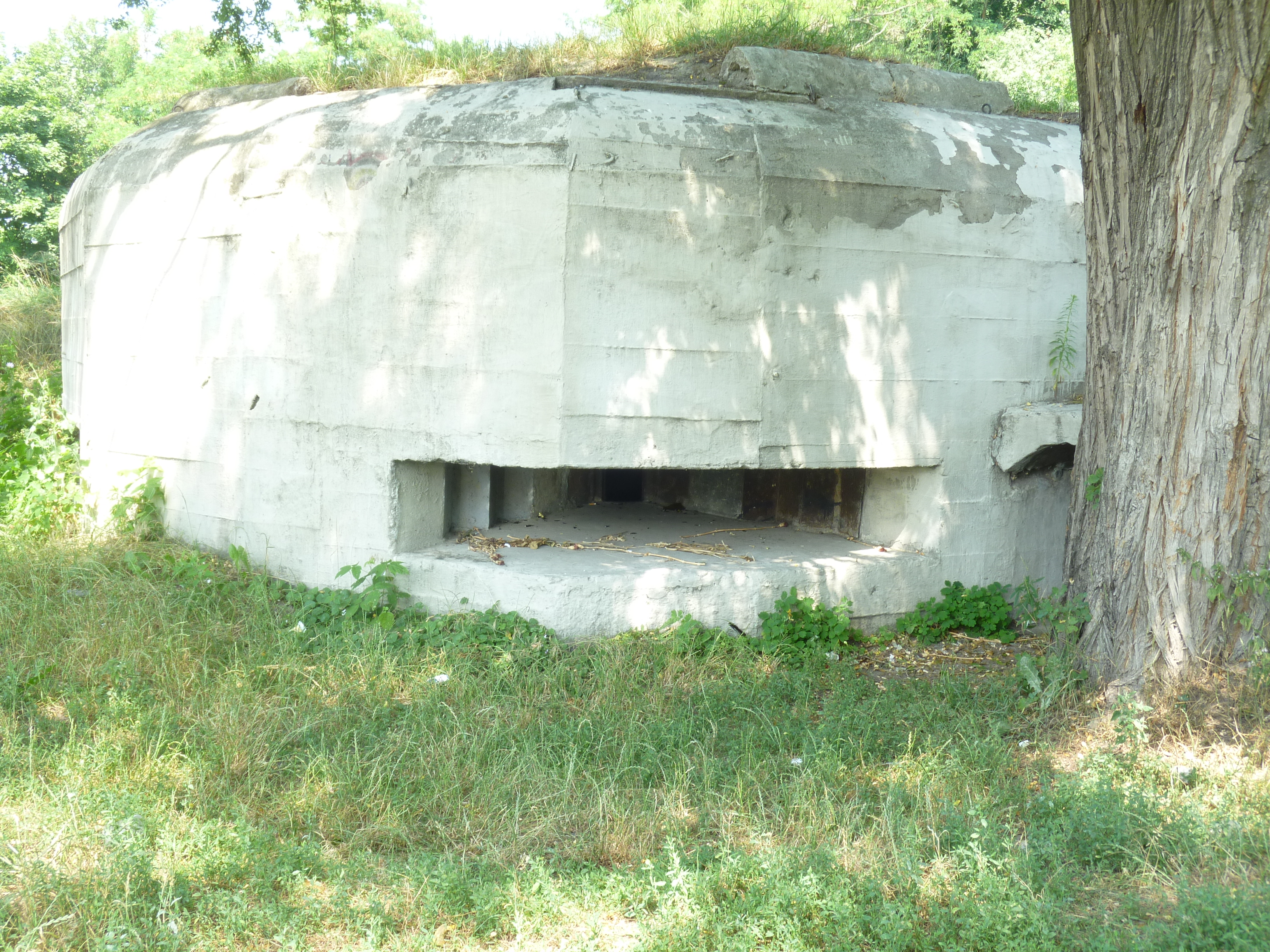
амбразура
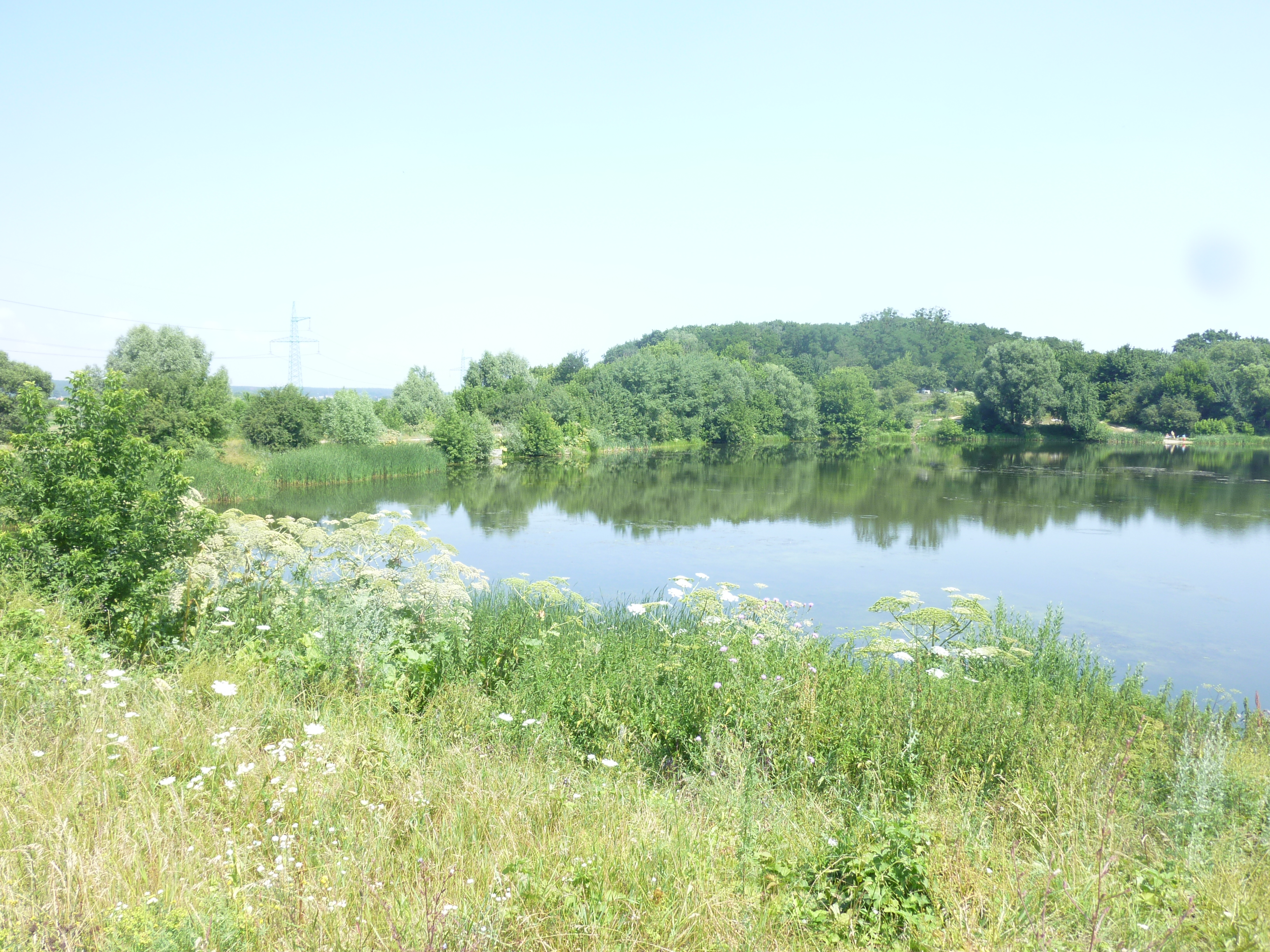
вид з боку озера
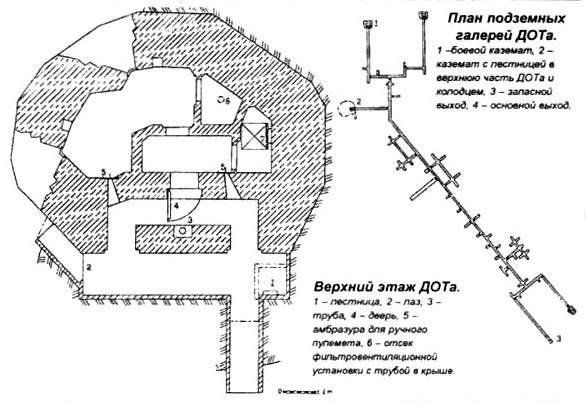
схема 2-амбразурного ДОТ (із складу ДОТ № 401)
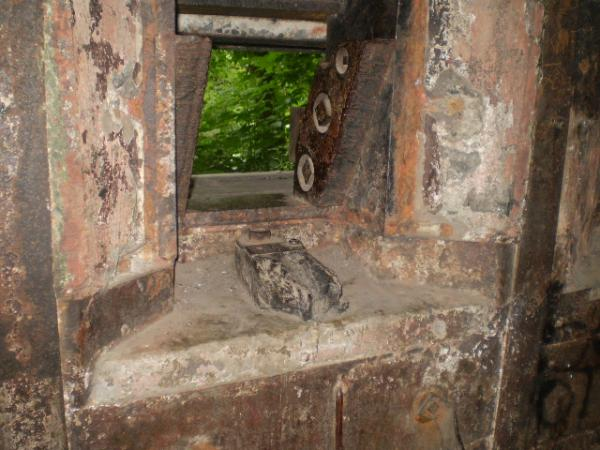
внутрішній вид одного з казематів
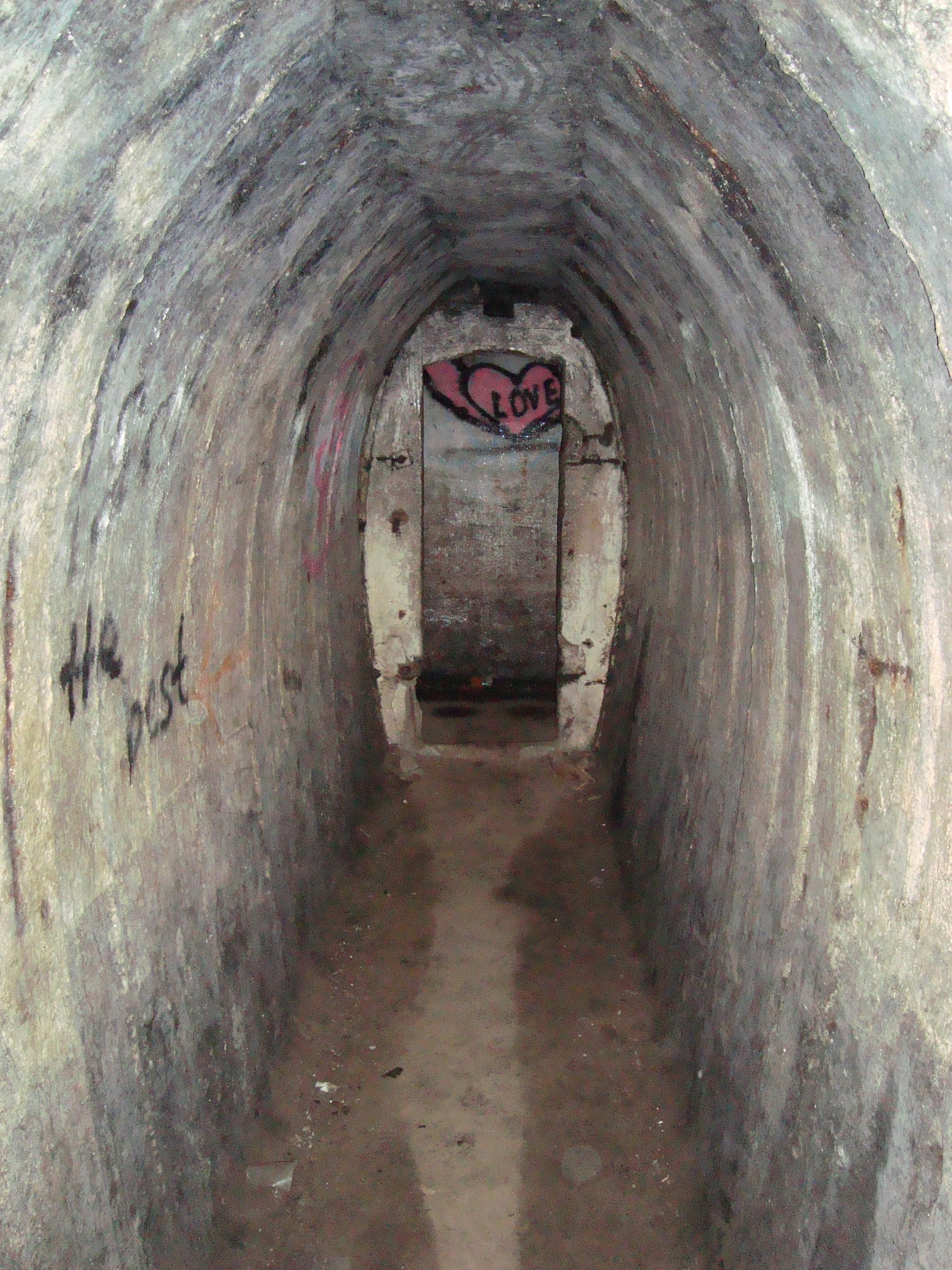
одна із потерн у нижній частині споруди